# Эльмали (водохранилище)
Эльмали (тур. Elmalı Baraj Gölü) — водохранилище в Турции, на территории района Бейкоз провинции Стамбул, на азиатской стороне пролива Босфор, в 15 км от Стамбула. Одно из 7 водохранилищ, которое используется для водоснабжения Стамбула.
Строительство плотины Эльмали I началось в 1891 году. Плотина сдана в эксплуатацию в 1893 году. Плотина собирала воду ручьёв, питающих реку Гёксу, для водоснабжения Стамбула. Гидроэлектростанция Эльмали-2, которая должна была улучшить водоснабжение Стамбула, сооружена при участии французских компаний. Строительство плотины Эльмали-2 началось в 1952 году. Плотина сдана в эксплуатацию в 1955 году.
Площадь водосбора составляет 83,4 км², площадь водохранилища составляет 1,1 км², а его объём составляет 9,6 млн м³.
Бассейн водохранилища на 80% покрыт лесом. Водохранилище питают 11 рек, основные из которых — Будак (Budakdere), Чавушбаши (Çavuşbaşı) и Каранлык (Karanlıkdere).
Водохранилище является эвтрофным водоёмом.